# Aulon (stolica tytularna w Albanii)
Aulon (łac. Diœcesis Aulonitanus) – stolica historycznej diecezji w Cesarstwie Rzymskim (prowincja Epir), współcześnie w Albanii. Od XVII wieku katolickie biskupstwo tytularne. Od 2019 biskupem tytularnym tej diecezji jest Zdzisław Błaszczyk, biskup pomocniczy Rio de Janeiro.

## Biskupi tytularni
| Lp. | Biskup                                  | Od                  | Do                   |
| --- | --------------------------------------- | ------------------- | -------------------- |
| 1   | Jean de Mallevaud OFMRec.               | 7 grudnia 1648      | 4 maja 1682          |
| 2   | Johann von Lamberg OFMCap.              | 9 maja 1701         | 6 kwietnia 1725      |
| 3   | Gregorio Galindo                        | 20 lutego 1726      | 11 kwietnia 1736     |
| 4   | Johann Heimes                           | 20 marca 1780       | 23 lipca 1806        |
| 5   | Mariano Medrano y Cabrera               | 7 października 1829 | 2 lipca 1832         |
| 6   | Mariano de Escalada Bustillo y Zeballos | 2 lipca 1832        | 23 czerwca 1854      |
| 7   | John Pius Leahy OP                      | 11 lipca 1854       | 6 marca 1860         |
| 8   | Federico León Aneiros                   | 21 marca 1870       | 25 lipca 1873        |
| 9   | Francesco Grassi Fonseca                | 26 sierpnia 1873    | 4 stycznia 1888      |
| 10  | Pedro Verdaguer y Prat                  | 25 lipca 1890       | 26 października 1911 |
| 11  | Santiago Copello                        | 8 listopada 1918    | 20 października 1932 |
| 12  | Jean Larrart MEP                        | 10 stycznia 1933    | 11 kwietnia 1946     |
| 13  | Manuel del Campo Padilla                | 3 sierpnia 1946     | 26 grudnia 1948      |
| 14  | José de Jesús Martinez Vargas           | 13 lipca 1949       | 18 grudnia 1952      |
| 15  | Wilhelm Sedlmeier                       | 7 lutego 1953       | 24 lutego 1987       |
| 16  | Kurt Krenn                              | 3 marca 1987        | 11 lipca 1991        |
| 17  | Lawrence Harold Welsh                   | 5 listopada 1991    | 13 stycznia 1999     |
| 18  | Michel Christian Cartatéguy SMA         | 18 maja 1999        | 25 stycznia 2003     |
| 19  | Roger Morin                             | 11 lutego 2003      | 2 marca 2009         |
| 20  | Jesús Antonio Lerma Nolasco             | 7 maja 2009         | 28 września 2019     |
| 21  | Zdzisław Błaszczyk                      | 4 grudnia 2019      |                      |